# Abraham Jakob Mark
Abraham Jakob Mark (în ebraică אברהם יעקב מארק, Avraham Yaakov Mark) (n. 9 martie 1884 Uscieczko sau Usteciko, Galiția de est - d. 9 iulie 1941, Cernăuți) a fost un rabin austriac și apoi român, originar din Galiția, (Ucraina), care a îndeplinit funcția de șef-rabin al comunităților evreiești din Bucovina (1926-1941).

## Copilăria și studiile
Rabinul Dr. Abraham Jakob Mark s-a născut la 9 martie 1884 în târgușorul Uscieczko sau Usteciko din Galiția de est, pe atunci în Imperiul Austro-Ungar, azi aflat în raionul Zalișcițki din regiunea Tarnopol (Ucraina). Conform altor surse, rabinul Mark s-a născut în orășelul Ustrzyki Dolne, în idiș Istrik, tot în Galiția de est, aflat azi la granița de sud-est a Poloniei cu Ucraina). Era vărul viitorului șef-rabin al Comunității Evreilor din România, Dr. Moses Rosen (1912-1994).
A fost în copilărie elevul rabinului Beniamin Weiss, care era președintele (av beit din) Tribunalului rabinic din Cernăuți și conducătorul spiritual al aripii ortodoxe conservatoare a evreilor din Cernăuți. Avraham Jakob Mark a plecat să continue studiile la Viena, la Institutul de Studii Rabinice (Beit Hamidrash le'Rabanim) și în paralel a studiat la Universitatea din capitala austriacă, unde a obținut titlul de doctor în filosofie.

## Activitatea
Apoi a funcționat mai mulți ani ca rabin, adjunct al șef-rabinului orașului Linz din Austria. În anii primului război mondial a dat, în această calitate, ajutor moral și material refugiaților evrei din Galiția și Bucovina care se adunaseră într-o tabără din preajma orașului. După încheierea războiului, între anii 1918 - 1926, a slujit ca rabin al comunității evreilor din Bielsko-Biała și ca profesor de iudaism la liceele din această localitate.
S-a căsătorit cu Perla Margalit, născută Sekler, originară din Polonia și care studiase farmacia la Universitatea din Cernăuți, iar când în anul 1926 a fost ales șef rabin al evreilor din Cernăuți, s-au stabilit împreună în România și au avut patru copii.
La Cernăuți a servit la Templul evreiesc din Cernăuți și era predicator la Templul Coral, sinagoga reformistă. Mark a încercat să coexiste cu evreii ortodocși și cu reformiști din ambele tabere, cerând păstrarea regulilor cașrutului, dar a avut probleme cu ultrareligioșii. El se ocupa de problemele culturale ale comunității, iar de problemele rituale se ocupa rabinul ortodox tradiționalist, Meșulam Rath. S-a distins, între altele, prin crearea în 1926 la Cernăuți a unui seminar de educatori și învățători pentru grădinițele și școlile elementare evreiești din întreaga Românie. În acest seminar au fost instruite circa 100 de cadre didactice . De asemenea, a activat în conducerea mișcării religioase ortodoxe sioniste Mizrahi din România, din partea căreia a participat și la congrese ale mișcării sioniste.
În noiembrie 1926 a ținut, alături de liderul sionist Meir Ebner, un discurs funebru memorabil la înmormântarea studentului evreu David Falik, care fusese împușcat de extremistul de dreapta Nicolae Totu la Tribunalul din Câmpulung Moldovenesc. La acele funeralii au fost prezente, după unele surse, circa 25.000 de persoane.
În aprilie același an, convoiul funerar al veneratului mitropolit român al Bucovinei, Vladimir de Repta, a trecut și s-a oprit și în fața Templului din Cernăuți, iar șef-rabinul Mark a rostit în această împrejurare cuvinte de elogiu în memoria celui dispărut. (Despre mitropolitul Vladimir de Repta se știe că, între altele, în vremea de restriște a ocupației ruse în cursul primului război mondial, a luat sub protecția sa 63 suluri ale cărții sfinte a evreilor, Tora și a intervenit pentru evitarea actelor de vandalism împotriva marilor sinagogi din Cernăuți).    
Dupa introducerea legilor antisemite promovate de Guvernul Goga-Cuza în iarna anului 1938/1939, șef-rabinul Mark a condus o delegație a evreilor bucovineni la București, încercând, fără succes, să obțină anularea măsurilor represive luate împotriva minorității din care făcea parte.

## Sfârșitul tragic

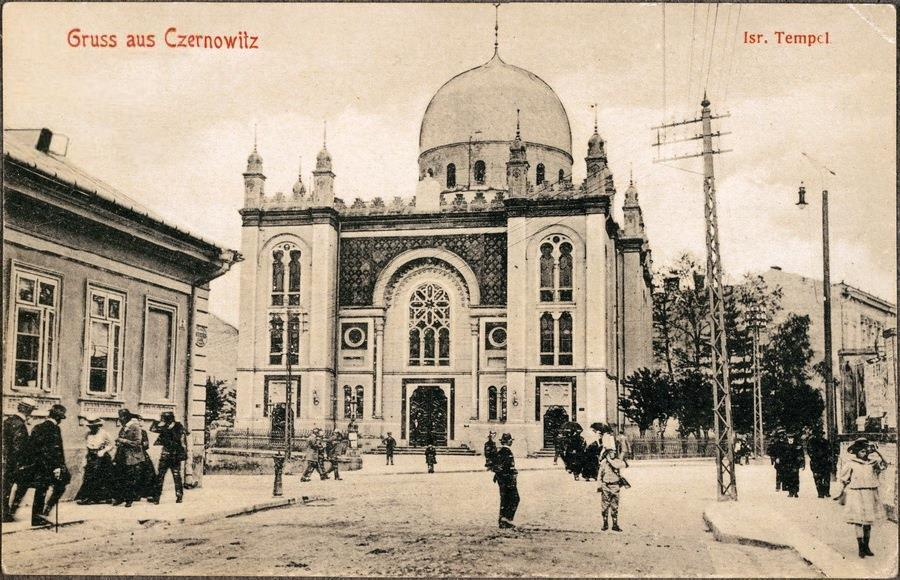
Templul israelit din Cernăuți construit în 1877, incendiat de naziști la 9 iulie 1941.

Bucovina a continuat să se afle sub puternica influență a culturii germane-austriece chiar și după unirea acestei provincii cu România. Capitala provinciei, Cernăuți, era un oraș cu o bogată viață economică, culturală și politică, având și aproape 45.000 locuitori evrei (principalul grup etnic-religios din oraș) în anii 1930 (circa 60.000-70.000 în 1941). Faptul că erau în marea majoritate atașați de limba și cultura germană nu le-a fost totdeauna folositoare evreilor din oraș în raporturile cu populația locală germană nici după unirea acestei provincii cu România în 1918 și nici după anexarea ulterioară de către URSS în 1940-1941; această afinitate pro-germană nu i-a putut salva pe evrei de la masacre și pogromuri atunci când Bucovina a reintrat odată cu România în sfera de influență a Germaniei național-socialiste.   
În ziua de 6 iulie 1941, la Cernăuți, capitala Bucovinei, în mai puțin de 24 de ore au fost uciși mai mult de 2.000 de evrei. Autorii masacrelor au fost trupele române, patrule germane, localnici sau jandarmi români. La cimitirul evreiesc s-au săpat două gropi comune, conținând fiecare 250 de morți și o a treia groapă, care cuprindea un număr mai mic de morți. La 9 iulie1941, tot la Cernăuți, trupele germane au executat 400 de evrei și au incendiat cu ajutorul grenadelor Templul evreiesc din Cernăuți. 
După ocuparea militară a Bucovinei de către trupele germane, aliate pe atunci cu România, Dr. Abraham Jakob Mark, ultimul șef-rabin din Cernăuți, a fost omorât de nemți la data de 9 iulie 1941. Simultan cu armata română, au intrat în oraș și unități de Gestapo (în cadrul Einzatzkommando 10b de pe lângă Armata a 11-a). Prima lor acțiune a fost arestarea la 7 iulie1941 (la ora 10 dimineață) a liderului spiritual al evreilor din Cernăuți, Șef-Rabinul Dr. Abraham Jakob Mark. El a fost luat de acasă de către 4 membri ai unităților SS, însoțiți de doi soldați și dus la templu, iar de acolo, la Hotelul „Vulturul Negru” (Schwarzer Adler), devenit sediul Gestapoului din oraș, unde el a fost deținut ca prizonier timp de 48 ore, fiind supus la torturi pentru a divulga locul unde sunt ținute bijuteriile evreiești și numele evreilor bogați din oraș. Rabinul Mark a refuzat să dezvăluie vreun nume care i-a fost cerut.
Singurul mesaj ce i s-a permis să-l primească în carceră a fost laconic: “Mark, templul vostru este în flăcări”. A fost târât pe acoperișul Hotelului, care se afla vizavi de sinagoga pe care o păstorea, pentru a vedea cum este arsă și distrusă până la temelie. Încercările de a salva cele 63 de suluri ale Torei au fost împiedicate de către Gestapo. Oamenii Gestapoului au adus în templu doi barili de gazolină, pe care au plasat-o înaintea altarului și l-au incendiat. La scurt timp, întreaga mobilă din templu a luat foc. Nori roșii de foc au ieșit prin domul sinagogii. Sute de civili români și numeroși soldați germani și români au fost martori la acest spectacol. Numai zidurile și scheletul metalic al cupolei au mai rămas din această clădire impozantă. 
În timp ce flăcările cuprindeau cupola templului, trupele Gestapo sub comanda căpitanului Finger au intrat pe străzile locuite de evrei pe care le-au blocat, iar toți evreii bărbați găsiți au fost luați din case, grupați și duși la Casa de Cultură Românească unde au fost interogați formal. După această scurtă procedură, ei au fost duși în stradă și apoi transportați la poligonul de tragere de pe malul Prutului. Aici unii dintre evrei au primit sarcina de a săpa gropile comune. Apoi, trupele germane i-au masacrat pe toți evreii aduși, printre care se aflau și Șef-Rabinul Dr. Mark, cantorul-șef Gurman și directorul corului. Se pare că împreună cu rabinul Mark au fost omorâți atunci și alți 110 fruntași ai comunității evreiești. 
Apoi toți evreii din oraș au fost strânși din toată localitatea în septembrie 1941 într-un ghetou, format după evacuarea a două străzi și după opt zile au fost transportați spre lagărele din Transnistria.
Văduva rabinului Abraham Jakob Mark, Perla, supraviețuind și emigrând în Palestina în anul 1944, a depus mărturie la 23 mai1961 la procesul lui Adolf Eichmann la Ierusalim, la 20 de ani după acele evenimente.
Unul din fiii săi, Friedrich (Shalom) Mark, care studia medicina la Praga, a fost deportat de ocupanții naziști în lagărul de la Theresienstadt, iar de acolo la Auschwitz, unde pentru o vreme a cântat la violoncel în orchestra de deținuți improvizată de conducerea lagărului, iar apoi a fost omorât. Ceilalți trei copii - Efraim Erich Mark,
Moshe Yehuda Milan Mark și Herta Julia căsătorită Hassner, au supraviețuit anilor Holocaustului, o parte din ei fiind rămași cu mama lor în ghetoul Cernăuți, datorită intervenției reușite a primarului orașului, dr. Traian Popovici.
Ginerele său, dr. Hugo Hassner a fost medicul așezării israeliene (moshava) Ghedera, iar fiul acestuia, dr. Avi Hassner (n.1948), este un reputat medic internist israelian, fost director al spitalului municipal din Tel Aviv, între altele specialist în tratamentul SIDA.

## Premii și onoruri
- Ordinul național Steaua României - 1930